# Regione del Bío Bío
La regione del Bío Bío è una delle sedici regioni del Cile. Confina con la regione di Ñuble a nord, con la regione dell'Araucanía a sud, con la Repubblica Argentina a est, e con l'oceano Pacifico a ovest.
La capitale regionale è la città di Concepción. La regione è suddivisa in tre province: Arauco, Biobío e Concepción.
Il nome, che deriva da quello del fiume Bío Bío, appare spesso scritto in altre forme, come ad esempio BioBío oppure Bío-Bío.

## Geografia antropica

### Suddivisioni amministrative
| Provincia  | Capoluogo   | Comune                 |
| ---------- | ----------- | ---------------------- |
| Arauco     | Lebu        | 1 Arauco               |
| Arauco     | Lebu        | 2 Cañete               |
| Arauco     | Lebu        | 3 Contulmo             |
| Arauco     | Lebu        | 4 Curanilahue          |
| Arauco     | Lebu        | 5 Lebu                 |
| Arauco     | Lebu        | 6 Los Álamos           |
| Arauco     | Lebu        | 7 Tirúa                |
| Biobío     | Los Ángeles | 8 Alto Biobío          |
| Biobío     | Los Ángeles | 9 Antuco               |
| Biobío     | Los Ángeles | 10 Cabrero             |
| Biobío     | Los Ángeles | 11 Laja                |
| Biobío     | Los Ángeles | 12 Los Ángeles         |
| Biobío     | Los Ángeles | 13 Mulchén             |
| Biobío     | Los Ángeles | 14 Nacimiento          |
| Biobío     | Los Ángeles | 15 Negrete             |
| Biobío     | Los Ángeles | 16 Quilaco             |
| Biobío     | Los Ángeles | 17 Quilleco            |
| Biobío     | Los Ángeles | 18 San Rosendo         |
| Biobío     | Los Ángeles | 19 Santa Bárbara       |
| Biobío     | Los Ángeles | 20 Tucapel             |
| Biobío     | Los Ángeles | 21 Yumbel              |
| Concepción | Concepción  | 22 Chiguayante         |
| Concepción | Concepción  | 23 Concepción          |
| Concepción | Concepción  | 24 Coronel             |
| Concepción | Concepción  | 25 Florida             |
| Concepción | Concepción  | 26 Hualpén             |
| Concepción | Concepción  | 27 Hualqui             |
| Concepción | Concepción  | 28 Lota                |
| Concepción | Concepción  | 29 Penco               |
| Concepción | Concepción  | 30 San Pedro de la Paz |
| Concepción | Concepción  | 31 Santa Juana         |
| Concepción | Concepción  | 32 Talcahuano          |
| Concepción | Concepción  | 33 Tomé                |